# Національна астрономічна обсерваторія Японії

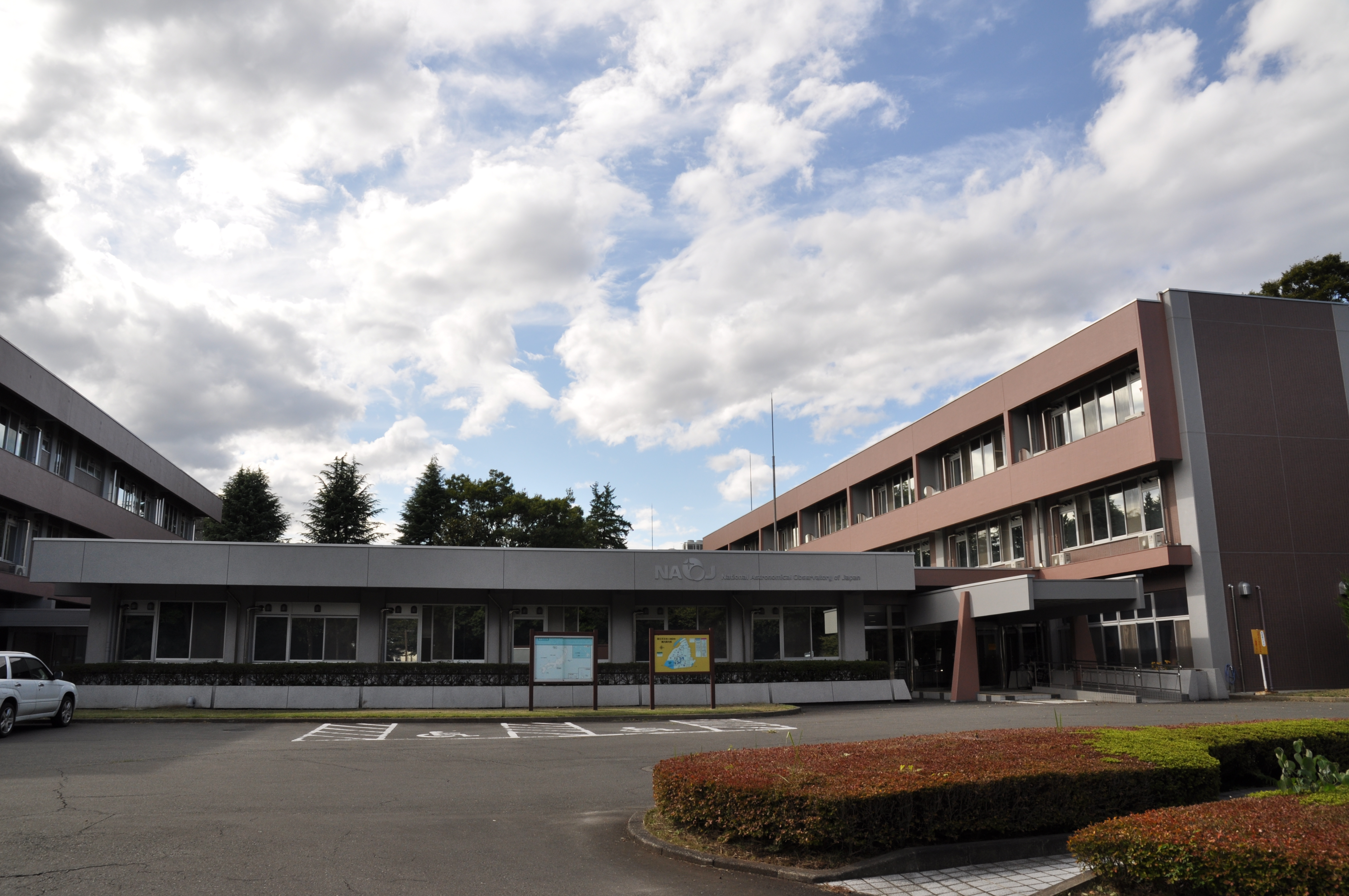
Штаб-квартира НАО в Мітаці, Токіо.

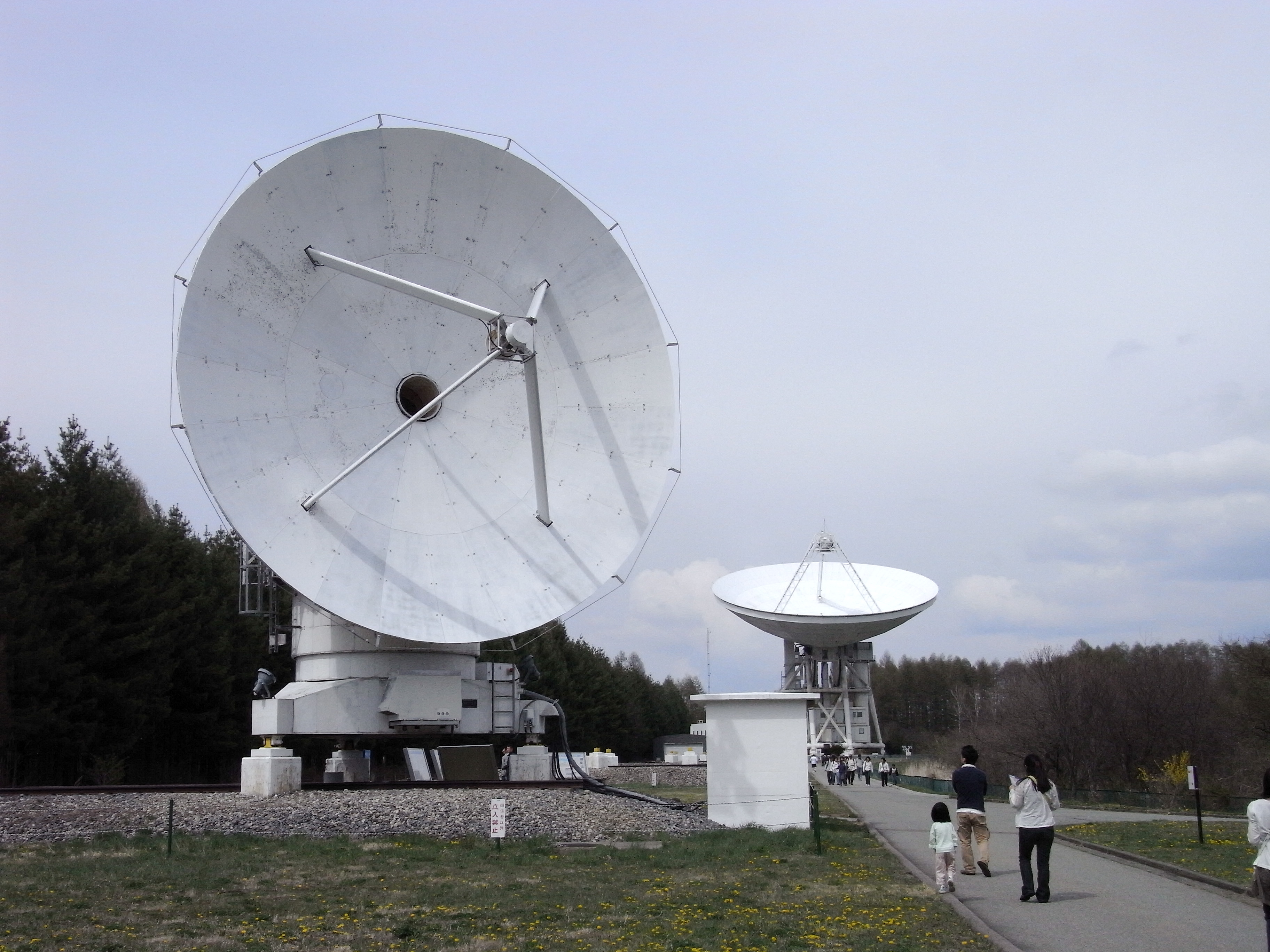
Нобеямська обсерваторія

Державна астрономі́чна обсервато́рія (яп. 国立天文台, こくりつてんもんだい, МФА: [kokuɾʲit͡su̥ temmondai̯]; англ. National Astronomical Observatory of Japan, NAOJ) — єдина державна астрономічна обсерваторія в Японії. Розташована в місті Мітака метрополії Токіо. Має декілька спостережувальних станцій на Японському архіпелазі та Гаваях. Виникла 1878 року на основі метеорологічно-астрономічної обсерваторії фізичного факультету Токійського університету. 1888 року перенесена до столичного району Мінато й перейменована на Токі́йську астрономі́чну обсервато́рію. 1924 року переїхала до міста Мітака. 1988 року, після об'єднання з Обсерваторією руху полюсів (Мідзусава) та Інститутом дослідження радіоатмосферних сигналів Наґойського університету, перейменована на Національну астрономічну обсерваторію й передана під безпосередній контроль Міністерства культури, освіти й науки Японії. Займається стандартизацією японського часу, укладанням календаря, спостереженням і дослідженням небесних тіл. Серед дочірніх установ — Норікурська сонячна обсерваторія, Окаямська астрофізична обсерваторія, Нобеямська космічна радіообсерваторія.